# Inés Erazo
Inés Erazo de Kirberg (San Felipe, 1918) es una músico, feminista y activista chilena. Participó del movimiento político que permitió el sufragio femenino en su país. Cofundó la Agrupación Mujeres Democráticas, una organización de ayuda para las familias de presos de la dictadura de Pinochet.

## Biografía
Creció en una familia de clase media acomodada, con empleadas domésticas.
Desde niña manifestó un interés por la literatura y la lectura. Leía en la prensa la lucha de las mujeres por obtener el voto en Europa. 
A los 14 años entró a estudiar piano al Conservatorio de San Felipe, en Valparaíso.    
A pesar de su interés por los estudios, su condición de mujer hizo que tuviera que se dedicarse a trabajar mientras sus hermanos varones continuaban la escuela. Sólo llegó hasta sexto año en el colegio y tuvo que comenzar a trabajar en un banco."Mi madre era muy buena persona, pero decidió que yo como mujer tenía que trabajar para que mis hermanos hombres tuvieran una carrera. Sufrí en carne propia el machismo de la mujer”, declaró en una entrevista en 2021.
Contrajo matrimonio con el académico y militante del PC Enrique Kirberg con quien tuvo tres hijos. Actualmente reside en Ñuñoa, en la ciudad de Santiago. En 2022, el Consejo Municipal de esa comuna la reconoció como hija ilustre.

## Trayectoria política
Desde muy joven manifestó interés por la política, la condiciones de desigualdad y el papel de la mujer en la sociedad. 

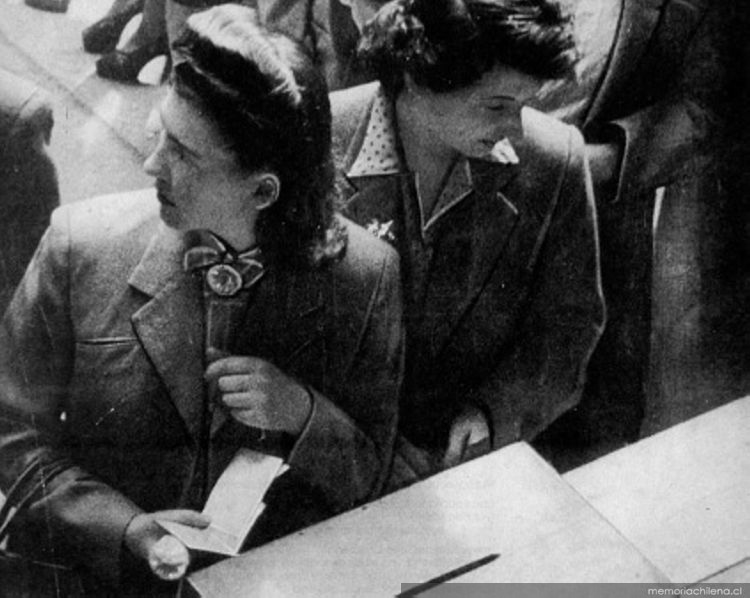
Inés Erazo participó del movimiento de mujeres que permitió el voto femenino en Chile.

A los 17 años, junto a Constance Alexandre, esposa del periodista y político chileno, Tancredo Pinochet Le-Brun, fundó el colectivo «Mujeres contra el Fascismo» para ayudar a las víctimas de la guerra en Europa.
Luego de que se aprobara el voto femenino en elecciones municipales de 1934, comenzó a organizarse junto a otras compañeras para informar y visibilizar la necesidad de conseguir el voto universal, y conseguir la ampliación de los derechos de las mujeres en el país. Tuvo una fuerte influencia de la abogada sufragista Elena Caffarena. El voto femenino universal se aprobó en 1949.
Fue parte de la delegación chilena en el Congreso Mundial de Mujeres de 1963, en Moscú.
En 1973, tras el golpe de Estado en Chile, su esposo y su hijo fueron detenidos; el primero fue prisionero político por dos años en la Isla Dawson. Eso la motivó a crear la agrupación Mujeres Democráticas, organización que servía de nexo entre las familias y los presos políticos, además de prestarles ayuda económica. La agrupación sigue funcionando.
Vivió el exilio en Estados Unidos y Uruguay, antes de volver a Chile, en 1989.
En 2021 Inés participó de la campaña presidencial de Gabriel Boric.